# クイノタウルス
クイノタウルス（羅: Quinotaurus）とは、7世紀のフランク王国の『偽フレデガリウス年代記』で言及される神話的な海洋生物。”bestea Neptuni Quinotauri similis”（クイノタウロスのようなネプトゥーヌスの獣）として触れられている。
ラテン語からの翻訳は「5本の角を持つ雄牛」であり、この特徴は通常ネプトゥーヌスの三叉槍と、神話的な雄牛、あるいはミーノータウロスの角を合体させたものと解釈されている。この伝説の海神が両方の要素を有していたのか、それとも両者の特徴の混合がキリスト教徒の作者に帰すのかは不明である 。ラテン語化された名前が、偽りないくフランクの生き物を翻訳したものなのか、それとも新しく創作されたものなのかも明示されていない。
フランク神話に起因する強姦を暗示と、それに続く怪物の関係は、ネプトゥーヌス（印欧基語で「孫」あるいは「甥」を意味する*nepots、またはインド語群のアパーム・ナパート（Apāṃ napāt、水の孫あるいは甥）のインド＝ヨーロッパ語における語源や、雄牛が関連するギリシャ神話の関連する受胎神話、例えば、フェニキアの王女エウロパが白い雄牛に変身したゼウスに誘拐され、クレタ島まで泳いで連れて行った神話、あるいはまさしく、クレタの王妃パーシパエーと、ポセイドーンへ捧げる犠牲としてパーシパエーの夫ミーノス王へ与えられた白い雄牛との性交渉の神話の両方に対応している。